# Calice (bicchiere)

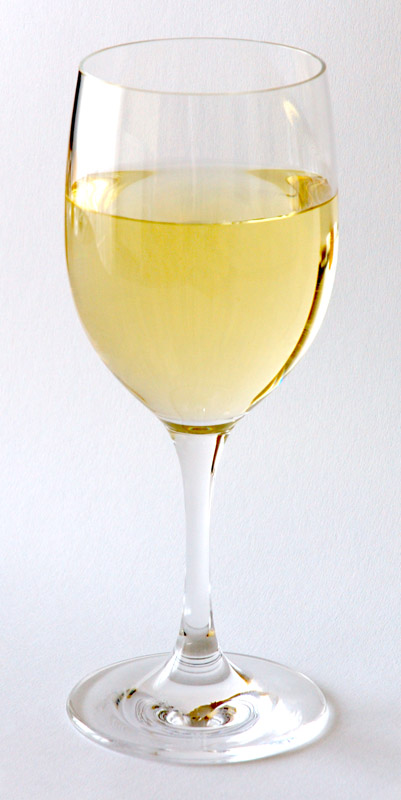
Un calice in vetro

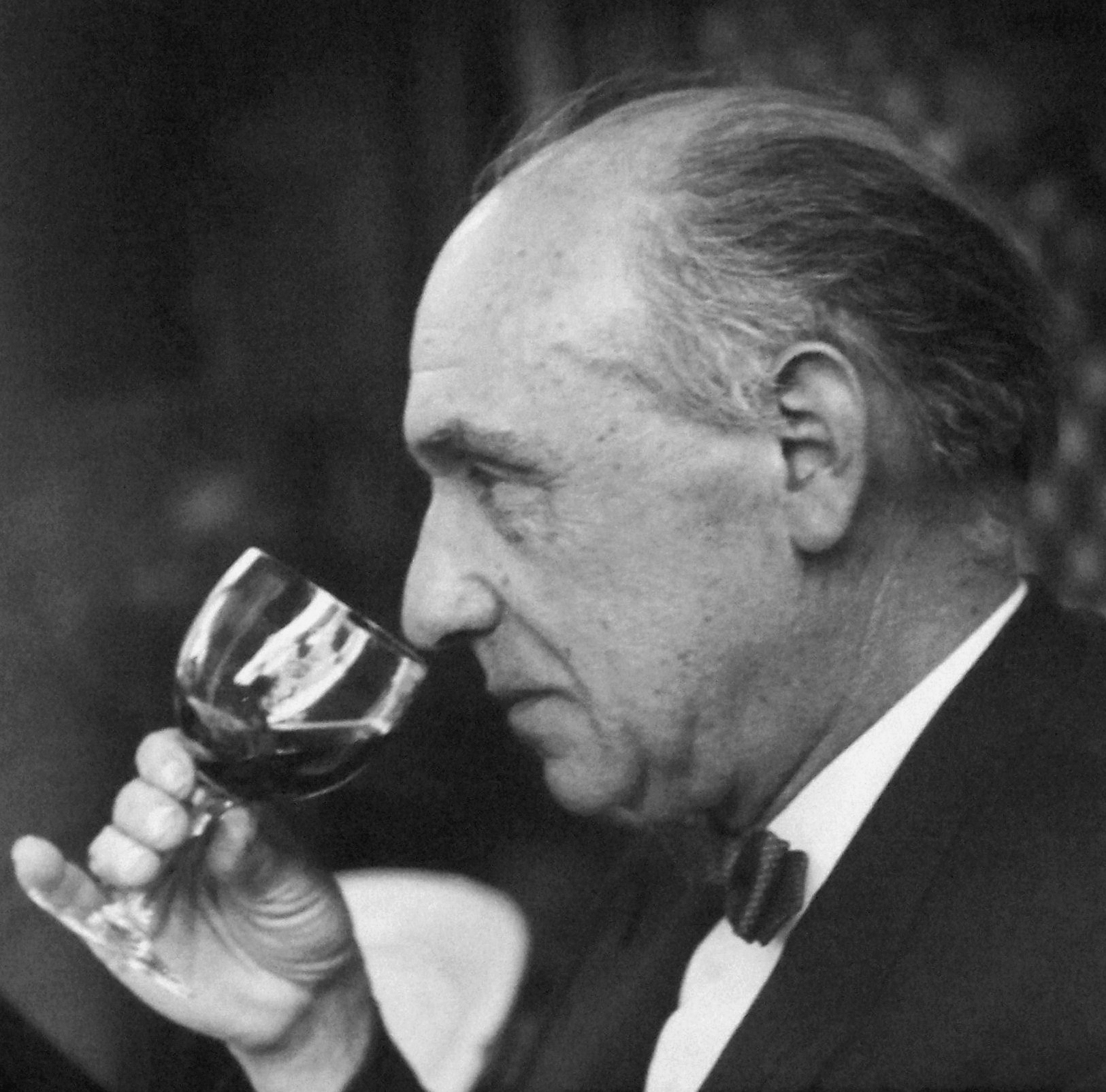
Pierre Le Roy de Boiseaumarié durante una degustazione

Un calice è un bicchiere, o per meglio dire, una famiglia di bicchieri a forma di tulipano chiuso, dal gambo sottile detto stelo, che poggia ortogonalmente su una base di forma circolare chiamata piede. Il vino viene versato all'interno di una pancia che varia di ampiezza in base alle caratteristiche gustative, detta bevante, più larga nella parte inferiore e con un'imboccatura più stretta in alto, in modo da convogliare verso il naso i profumi che si liberano nella parte più panciuta. Il bicchiere deve essere riempito fino al punto in cui la pancia è più larga, in modo che il vino abbia la superficie più ampia possibile a contatto con l'aria.
La forma può variare in base al tipo di vino e in tal caso il bicchiere assume la denominazione del vino a cui è dedicato (es. Calice Sangiovese).
La forma più larga tende a convogliare il vino al centro della lingua, dove prevale la percezione della sapidità e della tannicità, mentre la forma più stretta tende a far pervenire la bevanda verso le papille gustative situate su tutte le parti della lingua. Mentre i calici dal bevante più largo sono preferibili per vini rossi morbidi e vellutati e vini bianchi freschi (acidi), quelli più stretti sono maggiormente indicati per vini rossi tannici, vini bianchi con ottimo equilibrio tra sapidità e freschezza e per la maggior parte degli spumanti: tutto questo per rendere più armonica possibile la percezione gustativa del vino bevuto.
L'impugnatura consigliata è con il dito medio sotto il piede, il dito indice sopra il piede di base e attorno allo stelo, che a sua volta viene tenuto fermo dalla chiusura col pollice dalla parte opposta; è fondamentale evitare di tenere il calice poggiando le dita o l'intera mano sotto il bevante, per evitare che gli odori cutanei interferiscano con quelli del vino versato al suo interno durante l'esame olfattivo e che la temperatura del vino si alzi rispetto al valore ottimale al quale viene servito.
Nel 1970 la International Organization for Standardization ha codificato le misure per il calice da degustazione, cosiddetto calice ISO, che viene utilizzato nelle manifestazioni ufficiali.